# Katerina Lagno
Katerina o Ekaterina Oleksándrivna Lagnó, en ucraniano Катерина Олександрівна Лагно; en ruso Екатерина Александровна Лагно (Leópolis, Ucrania, 27 de diciembre de 1989) es una ajedrecista ucraniana nacionalizada rusa en julio de 2014.
Su madre, Valentina, era profesora de matemáticas en Leópolis; su padre, Alexánder, entrenador de ajedrez en Poltava. En el 2000 se mudaron a Kramatorsk, donde estudió en una famosa escuela de ajedrez. En septiembre de 2004 se volvieron a mudar a Donetsk. Muy precoz (aprendió a jugar a los dos años), ganó la sección femenina de menos de 10 años del Campeonato Mundial Juvenil de Ajedrez en 1999 y la de menos de 14 en el Campeonato Europeo Juvenil de Ajedrez de 2001. Consiguió la norma de Gran Maestro femenina el 29 de abril de 2002, siendo la mujer más joven en conseguir este título (12 años y 4 meses), batiendo el récord de Judit Polgar. Pertenece al club A. V. Momot Chess, el mismo de Serguéi Kariakin. Ganó varios torneos individuales y colectivos y fue dos veces campeona femenina de Europa: en 2005 y en 2008. El 1 de agosto de 2006 había ganado la durísima cuarta «North Urals Cup» con 7/9 puntos (5 ganadas y 4 tablas). El 2010 se proclamó campeona del mundo femenina de ajedrez relámpago o blitz. En 2012 empató en segundo lugar el Campeonato del mundo femenino de rápidas en Batumi (Georgia), con 8/11 puntos, junto a Humpy Koneru y Aleksandra Kosteniuk (la campeona fue Antoaneta Stefanova). En 2014 obtuvo el título de campeona del mundo femenina de rápidas en Khanti-Mansisk. En 2018 consiguió de nuevo el título de campeona femenina mundial en la modalidad de ajedrez relámpago (San Petersburgo). Y lo logró con el récord de quedar imbatida en 17 rondas.
Se casó el 25 de febrero de 2009 en Besançon con el gran maestro y periodista televisivo francés Robert Fontaine y tuvo un hijo con él en 2010, Sacha, pero se divorció poco después. Actualmente es pareja del gran maestro ruso Alexander Grischuk y vive en Moscú.